# イカル (漫画)
『イカル』（いかる）は、メビウスの原作を谷口ジローが作画した日本の漫画作品である。題名は「異卡力」と書いて「イカル」と読ませるが、専ら「イカル」の表記が通用している。

## 概説
『モーニング』編集長の栗原良幸は、漫画を通じた国際文化交流に熱心で、谷口ジローらの作品をフランスに紹介する一方で、バンドデシネの巨匠であるメビウスの原作を日本人漫画家が作画する企画を進めていた。メビウスから『歩くひと』を描いた谷口ジローと組みたいとの希望があり、作画を谷口ジローが担うこととなった。メビウスは単行本にして10巻分にも及ぶ脚本を持ち込んだが、栗原良幸から編集長を交代した工富保の方針で、1巻分の連載で打ち切りとなった。このことで、『モーニング』編集部と谷口ジローとの間に軋轢が生じ、『ふらり。』で連載を再開するまで13年もの間、断絶することとなった。単行本は講談社から発行されず、連載終了から3年が経った2000年に美術出版社から発行された。その美術出版社が、2001年に創刊した雑誌『error』での続編連載を予定しているとも伝えられたが、『error』は僅か2号で休刊となった。

## あらすじ
空を飛ぶ能力を持って生まれた少年は、その能力を巡って軍に翻弄されてしまう。

## 初出
『モーニング』第16巻第28号（1997年7月17日（31）号）から第16巻第39号（1997年10月9日（43）号）まで連載された。

## 単行本
日本語
- 『異卡力』美術出版社、2000年11月30日。ISBN 4-568-26011-6。[9]

イタリア語
- Icaro. 1. Coconino Press. (2001-07-01). ISBN 88-88063-20-X[10]
- Icaro. 2. Coconino Press. (2001-09-01). ISBN 88-88063-21-8[11]

英語
- Icaro. 1. ibooks. (2003-10-31). ISBN 1-596-87846-0
- Icaro. 2. ibooks. (2004-02-01). ISBN 1-596-87803-7

フランス語
- Icare. Kana. (2005-11-01). ISBN 2-87129866-1[12]
- Icare. Kana. (2010-11-05). ISBN 978-2-50500948-1[13]

ポーランド語
- Ikar. Wydawnictwo Hanami. (2008-10-10). ISBN 978-83-60740-17-0[14]

ドイツ語
- Ikarus. Schreiber & Leser. (2016-05-03). ISBN 978-3-946337-06-5[15]

## 脚註